# Lista på alla Spacex raketuppskjutningar (2006–2019)
Spacex är ett amerikanskt företag inom privat rymdfart som grundades år 2002 av entreprenören Elon Musk. Företaget erbjuder transporter till månen, Mars och omloppsbana runt jorden.

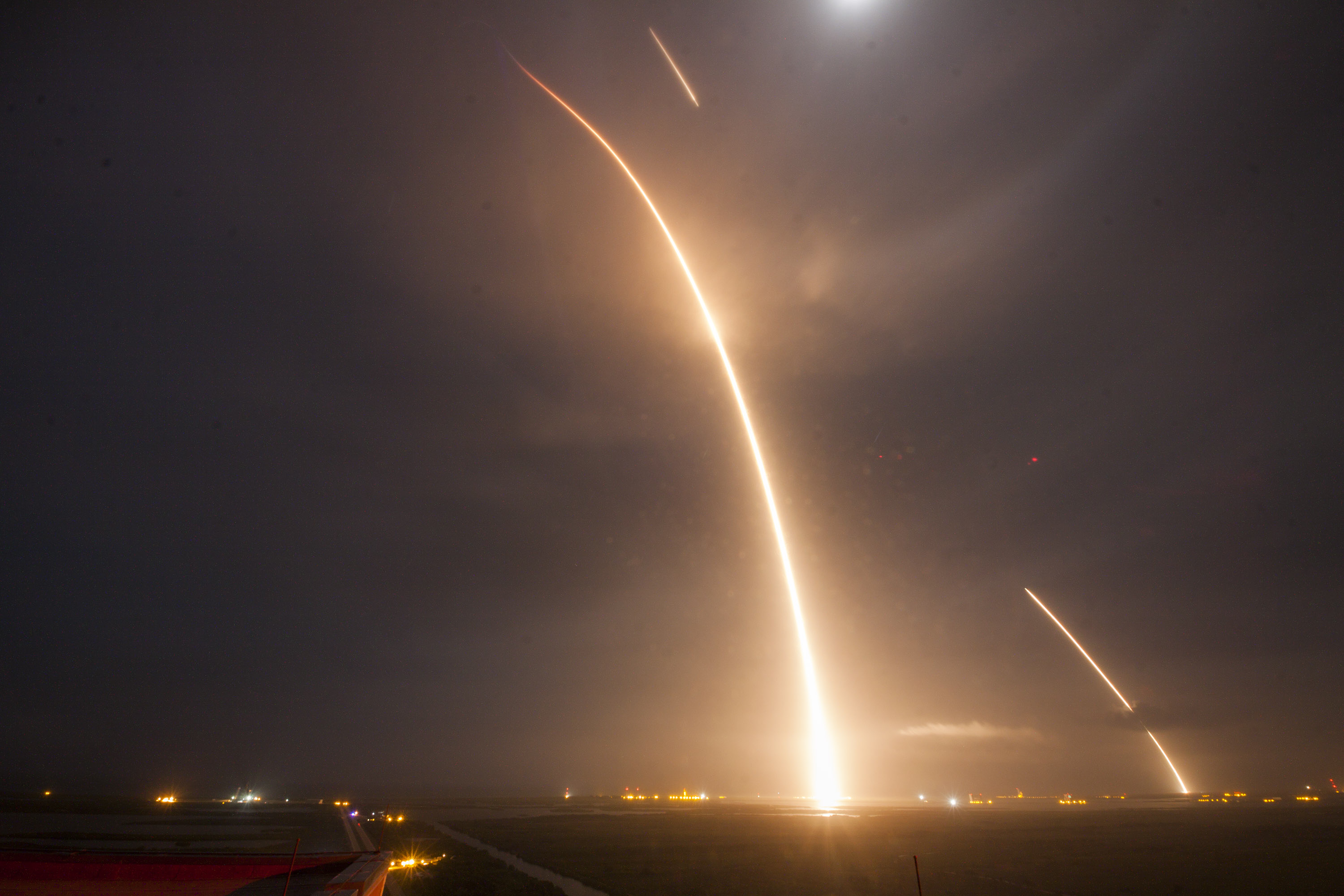
Falcon 9 flight 20, natten för uppskjutningen och landning vid Cape Canaveral den 22 december 2015

Från 2006 till slutet av 2019 uppskjutningar SpaceX 85 gånger, med 77 lyckande, två partiellt misslyckande och 3 total förlust av rymdfarkosten. Dessutom förstördes en raket och dess nyttolast på uppskjutningsrampen under tankningsprocessen innan ett statiskt eldtest skulle inträffa. Falcon Heavy lanserades tre gånger, alla framgångsrika.
Den första Falcon 1, lanserades fem gånger från mars 2006 till juli 2009. Den första Falcon 9-versionen, Falcon 9 v1.0, lanserades fem gånger från juni 2010 till mars 2013, dess efterföljare Falcon 9 v1.1 15 gånger från september 2013 till januari 2016, och Falcon 9 Full Thrust (genom Block 4) 36 gånger från december 2015 till juni 2018. Den senaste Full Thrust-varianten, Block 5, introducerades i maj 2018[1] och lanserades 21 gånger fram till slutet av 2019.
Företaget erbjuder transporter till omloppsbana runt jorden med en serie raketer Falcon 1, Falcon 9 och Falcon Heavy från följande uppskjutningsplatser. 

## Lista på alla Spacex raketuppskjutningar (2006–2019)
| 2006 till 2009 | |                     |                                     |                                                                  |                   |                                                          |                                                                            |                                  |                         |
| Flygning №     | Datum och tid (UTC) | Rakettyp            | Startplats                          | Nyttolast                                                        | Nyttolast (massa) | Omloppsbana                                              | Kund                                                                       | Resultat                         | Resultat                |
| Flygning №     | Datum och tid (UTC) | Rakettyp            | Startplats                          | Nyttolast                                                        | Nyttolast (massa) | Omloppsbana                                              | Kund                                                                       | Uppdrag                          | Landning                |
| 1              | 24 mars 2006, 22:30 | Falcon 1            | Omelek                              | FalconSat-2                                                      | 19,5 kg           | LEO                                                      | DARPA                                                                      | Misslyckad                       | Inget försök            |
| 1              | Falcon 1, första flygningen (motorhaveri vid T+25) |                     |                                     |                                                                  |                   |                                                          |                                                                            |                                  |                         |
| 2              | 21 mars 2007, 01:10 | Falcon 1            | Omelek                              | DemoSat                                                          |                   | LEO                                                      | DARPA                                                                      | Delvis lyckad                    | Inget försök            |
| 2              | Styrproblem vid T+5 minuter. Andra steget stängde av för tidigt, vid T+7 min 30 s |                     |                                     |                                                                  |                   |                                                          |                                                                            |                                  |                         |
| 3              | 3 augusti 2008, 03:34 | Falcon 1            | Omelek                              | Trailblazer                                                      | 83,5 kg           | LEO                                                      | ORS                                                                        | Misslyckad                       | Inget försök            |
| 3              | 3 augusti 2008, 03:34 | Falcon 1            | Omelek                              | PRESat                                                           | 4 kg              | LEO                                                      | NASA                                                                       | Misslyckad                       | Inget försök            |
| 3              | 3 augusti 2008, 03:34 | Falcon 1            | Omelek                              | NanoSail-D                                                       | 4 kg              | LEO                                                      | NASA                                                                       | Misslyckad                       | Inget försök            |
| 3              | 3 augusti 2008, 03:34 | Falcon 1            | Omelek                              | Explorers                                                        | ?                 | LEO                                                      | Celestis                                                                   | Misslyckad                       | Inget försök            |
| 3              | Stagseparation inträffade som planerat, men eftersom bränslerester i Merlin 1C-motorn förångades och gav övergående dragkraft, till första steget kontakta det andra steget, vilket förhindrade ett framgångsrikt slutförande av uppdraget. |                     |                                     |                                                                  |                   |                                                          |                                                                            |                                  |                         |
| 4              | 28 september 2008, 23:15 | Falcon 1            | Omelek                              | "Dummy" last, RazakSAT var tidigare planerad                     | 165 kg            | LEO                                                      | Spacex                                                                     | Lyckad                           | Inget försök            |
| 4              | Falcon 1-raketen flög framgångsrikt den 28 september 2008 med 165 kilo "Dummy"-last. |                     |                                     |                                                                  |                   |                                                          |                                                                            |                                  |                         |
| 5              | 14 juli 2009, 03:35 | Falcon 1            | Omelek                              | RazakSAT                                                         | 200 kg            | LEO                                                      | ATSB                                                                       | Lyckad                           | Inget försök            |
| 5              | Uppskjutning måndag 13 juli lyckades placera RazakSAT i sin initiala omloppsbana. Trettioåtta minuter senare startades andra stegets motor igen en kort stund för att cirkularisera banan. Nyttolasten därefter framgångsrikt användas. |                     |                                     |                                                                  |                   |                                                          |                                                                            |                                  |                         |
| 2010 till 2013 | |                     |                                     |                                                                  |                   |                                                          |                                                                            |                                  |                         |
| Flygning №     | Datum och tid (UTC) | Rakettyp            | Startplats                          | Nyttolast                                                        | Nyttolast (massa) | Omloppsbana                                              | Kund                                                                       | Resultat                         | Resultat                |
| Flygning №     | Datum och tid (UTC) | Rakettyp            | Startplats                          | Nyttolast                                                        | Nyttolast (massa) | Omloppsbana                                              | Kund                                                                       | Uppdrag                          | Landning                |
| 6              | 4 juni 2010, 18:45 | F9 v1.0             | CC LC40                             | Dragon Spacecraft Qualification Unit                             |                   | LEO                                                      | Spacex                                                                     | Lyckad                           | Inget försök            |
| 6              | Falcon 9 v1.0 första flygning |                     |                                     |                                                                  |                   |                                                          |                                                                            |                                  |                         |
| 7              | 8 december 2010, 15:43 | F9 v1.0             | CC LC40                             | Dragon demo flight C1, två Kubsatelliter, tunna med Brouère-ost. |                   | LEO                                                      | Commercial Orbital Transportation Services, National Reconnaissance Office | Lyckad                           | Inget försök            |
| 7              | Första flygningen för Dragon-kapsel; 3 timmar, testning av manöverpropellrar och återinträde i jordatmosfären |                     |                                     |                                                                  |                   |                                                          |                                                                            |                                  |                         |
| 8              | 22 maj 2012, 07:44 | F9 v1.0             | CC LC40                             | NASA COTS – Demo C2+                                             | 525 kg            | LEO (ISS)                                                | NASA Commercial Orbital Transportation Services                            | Lyckad                           | Inget försök            |
| 8              | Första flygningen av en obemannad Dragon till rymdstationen ISS. |                     |                                     |                                                                  |                   |                                                          |                                                                            |                                  |                         |
| 9              | 8 oktober 2012, 00:34 | F9 v1.0             | CC LC40                             | Primära last: SpaceX CRS-1                                       | 400 kg            | LEO (ISS)                                                | NASA Obemannat lastuppdrag                                                 | Lyckad                           | Inget försök            |
| 9              | 8 oktober 2012, 00:34 | F9 v1.0             | CC LC40                             | Sekundär last: Orbcomm-OG2                                       | 172 kg            | LEO                                                      | Orbcomm                                                                    | Misslyckad                       | Inget försök            |
| 9              | CRS-1 lyckad, men sekundärlasten gick förlorad på grund av att en raketmotor på raketens första steg stoppade 79 sekunder efter start. |                     |                                     |                                                                  |                   |                                                          |                                                                            |                                  |                         |
| 10             | 1 mars 2013, 15:10 | F9 v1.0             | CC LC40                             | SpaceX CRS-2                                                     | 677 kg            | LEO (ISS)                                                | NASA Commercial Resupply Services                                          | Lyckad                           | Inget försök            |
| 10             | Sista uppskjutningen av Falcon 9 v1.0. |                     |                                     |                                                                  |                   |                                                          |                                                                            |                                  |                         |
| 11             | 29 september 2013, 16:00 | F9 v1.1             | VAFB SLC-4E                         | CASSIOPE                                                         | 500 kg            | Polär LEO                                                | MDA                                                                        | Lyckad                           | Öppet vatten Misslyckad |
| 11             | Första uppskjutningen av Falcon 9 v1.1 |                     |                                     |                                                                  |                   |                                                          |                                                                            |                                  |                         |
| 12             | 3 december 2013, 22:41 | F9 v1.1             | CC LC40                             | SES-8                                                            | 3 170 kg          | GTO                                                      | SES                                                                        | Lyckad                           | Inget försök            |
| 12             | Första uppskjutning till GTO för Falcon 9. |                     |                                     |                                                                  |                   |                                                          |                                                                            |                                  |                         |
| 2014           | |                     |                                     |                                                                  |                   |                                                          |                                                                            |                                  |                         |
| Flygning №     | Datum och tid (UTC) | Rakettyp            | Startplats                          | Nyttolast                                                        | Nyttolast (massa) | Omloppsbana                                              | Kund                                                                       | Resultat                         | Resultat                |
| Flygning №     | Datum och tid (UTC) | Rakettyp            | Startplats                          | Nyttolast                                                        | Nyttolast (massa) | Omloppsbana                                              | Kund                                                                       | Uppdrag                          | Landning                |
| 13             | 6 januari 2014, 22:06 | F9 v1.1             | CC LC40                             | Thaicom 6                                                        | 3 325 kg          | GTO                                                      | Thaicom                                                                    | Lyckad                           | Inget försök            |
| 13             | Andra uppskjutning till GTO för Falcon 9. |                     |                                     |                                                                  |                   |                                                          |                                                                            |                                  |                         |
| 14             | 18 april 2014, 19:25 | F9 v1.1             | CC LC40                             | SpaceX CRS-3                                                     | 2 296 kg          | LEO (ISS)                                                | NASA Commercial Resupply Services                                          | Lyckad                           | Öppet vatten Lyckad     |
| 14             | Andrastegsseparation, test genomfört av Spacex |                     |                                     |                                                                  |                   |                                                          |                                                                            |                                  |                         |
| 15             | 14 juli 2014, 15:15 | F9 v1.1             | CC LC40                             | OG2 Mission 1 6 OG2 satellites                                   | 1 316 kg          | LEO                                                      | Orbcomm                                                                    | Lyckad                           | Öppet vatten Lyckad     |
| 15             | Efter att andra steget separerats från första steget genomförde det första steget en kontrollerad inbromsning från överljudshastighet i den övre atmosfären och återinträde. Vid landning utplacerade första steget sina landningsben och landade på havsytan. Även vid detta uppdrag tippade det första steget över efter landning på havsytan. Landningstestet gick enligt planerna och första steget hämtades inte av SpaceX. |                     |                                     |                                                                  |                   |                                                          |                                                                            |                                  |                         |
| 16             | 5 augusti 2014, 08:00 | F9 v1.1             | CC LC40                             | AsiaSat 8                                                        | 4 535 kg          | GTO                                                      | AsiaSat                                                                    | Lyckad                           | Inget försök            |
| 16             | Första gången som Spacex lyckades skicka upp två raketer från startplats under en månad (22 dagar). |                     |                                     |                                                                  |                   |                                                          |                                                                            |                                  |                         |
| 17             | 7 september 2014, 05:00 | F9 v1.1             | CC LC40                             | AsiaSat 6                                                        | 4 428 kg          | GTO                                                      | AsiaSat                                                                    | Lyckad                           | Inget försök            |
| 17             | Uppskjutningar blev två veckor försenad för ytterligare verifieringar efter ett fel som observerades vid utvecklingen av F9R Dev1 prototypen. |                     |                                     |                                                                  |                   |                                                          |                                                                            |                                  |                         |
| 18             | 21 september 2014, 05:52 | F9 v1.1             | CC LC40                             | SpaceX CRS-4                                                     | 2 216 kg          | LEO (ISS)                                                | NASA Commercial Resupply Services                                          | Lyckad                           | Öppet vatten Lyckad     |
| 18             | Fjärde försöket med ett mjukt landning till havs, men booster fick slut på flytande syre. |                     |                                     |                                                                  |                   |                                                          |                                                                            |                                  |                         |
| 2015           | |                     |                                     |                                                                  |                   |                                                          |                                                                            |                                  |                         |
| Flygning №     | Datum och tid (UTC) | Rakettyp            | Startplats                          | Nyttolast                                                        | Nyttolast (massa) | Omloppsbana                                              | Kund                                                                       | Resultat                         | Resultat                |
| Flygning №     | Datum och tid (UTC) | Rakettyp            | Startplats                          | Nyttolast                                                        | Nyttolast (massa) | Omloppsbana                                              | Kund                                                                       | Uppdrag                          | Landning                |
| 19             | 10 januari 2015, 09:47 | F9 v1.1             | CC LC40                             | SpaceX CRS-5                                                     | 2 395 kg          | LEO (ISS)                                                | NASA Commercial Resupply Services                                          | Lyckad                           | Pråm Misslyckad         |
| 19             | Efter andra steget separerat gjorde Spacex en testlandning och försökte återvända det första steget av Falcon 9 genom atmosfären och landa på en yta ungefär 90 x 50 meter på en flytande pråm. Många av testmålen uppnåddes, inklusive precisionskontroll av raketen härstamning att landa på plattformen i Atlanten, och en stor mängd testdata erhölls från det första testet. Hydraulvätskan tog slut en minut före landning vilket resulterade i en krasch. |                     |                                     |                                                                  |                   |                                                          |                                                                            |                                  |                         |
| 20             | 11 februari 2015, 23:03 | F9 v1.1             | CC LC40                             | DSCOVR                                                           | 570 kg            | Sol-Jord L1                                              | U.S. Air Force / NASA / NOAA                                               | Lyckad                           | Öppet vatten Lyckad     |
| 20             | Första start i USAF:s OSP 3 uppskjutningskontrakt. Första Spacex-uppskjutning att placera en satellit i en bana i Sol-Jord. Bärraketen gjorde en testlandning över vattnet och landade inom 10 m från dess avsedda mål. |                     |                                     |                                                                  |                   |                                                          |                                                                            |                                  |                         |
| 21             | 2 mars 2015, 03:50 | F9 v1.1             | CC LC40                             | ABS-3A, Eutelsat 115 West B                                      | 4 159 kg          | GTO                                                      | ABS, Eutelsat                                                              | Lyckad                           | Inget försök            |
| 21             | Uppskjutningen var Boeings första gemensamma uppskjutning av satelliter. De använde sig av dual-commsat stack som särskilt utformats för att dra fördel av de lägre kostnaderna Spacex Falcon 9:s bärraket. Kostnaden per satellit var mindre än 30 miljoner US dollar. ABS satellit nådde sin slutdestination i förtid och började sitt uppdrag den 10 september. |                     |                                     |                                                                  |                   |                                                          |                                                                            |                                  |                         |
| 22             | 14 april 2015, 20:10 | F9 v1.1             | CC LC40                             | SpaceX CRS-6                                                     | 1 898 kg          | LEO (ISS)                                                | NASA Commercial Resupply Services                                          | Lyckad                           | Pråm Misslyckad         |
| 22             | Efter att andra raketsteget separerat gjorde Spacex ett försök med en kontrollerad nedstigning av första raketsteget. Det första raketsteget landade på en pråm, men tippade över på grund av för hög sidohastighet som orsakades av att en strypventil hade fastnat. |                     |                                     |                                                                  |                   |                                                          |                                                                            |                                  |                         |
| 23             | 27 april 2015, 23:03 | F9 v1.1             | CC LC40                             | TürkmenÄlem/MonacoSAT                                            | 4 707 kg          | GTO                                                      | Turkmenistan National Space Agency                                         | Lyckad                           | Inget försök            |
| 23             | |                     |                                     |                                                                  |                   |                                                          |                                                                            |                                  |                         |
| 24             | 28 juni 2015, 14:21 | F9 v1.1             | CC LC40                             | SpaceX CRS-7                                                     | 1 952 kg          | LEO (ISS)                                                | NASA Commercial Resupply Services                                          | Misslyckad                       | Inget försök            |
| 24             | Efter att Falcon 9-raketens första steg gjort sitt jobb var det tänkt att man skulle göra ett nytt försök att landa på en pråm på Atlanten. Men 2 minuter och 19 sekunder efter starten exploderade raketen. Det var Falcon 9:s första totalhaveri på 19 flygningar. |                     |                                     |                                                                  |                   |                                                          |                                                                            |                                  |                         |
| 25             | 22 december 2015, 01:29 | F9 FT B1019         | CC LC40                             | OG-2 Mission 2 11 OG2 satelliter                                 | 2 034 kg          | LEO                                                      | Orbcomm                                                                    | Lyckad                           | Landningsplats Lyckad   |
| 25             | Första uppskjutning av den uppgraderade Falcon 9 v1.1 (Falcon 9 full thrust), med en 30-procentig kraftökning. |                     |                                     |                                                                  |                   |                                                          |                                                                            |                                  |                         |
| 2016           | |                     |                                     |                                                                  |                   |                                                          |                                                                            |                                  |                         |
| Flygning №     | Datum och tid (UTC) | Rakettyp            | Startplats                          | Nyttolast                                                        | Nyttolast (massa) | Omloppsbana                                              | Kund                                                                       | Resultat                         | Resultat                |
| Flygning №     | Datum och tid (UTC) | Rakettyp            | Startplats                          | Nyttolast                                                        | Nyttolast (massa) | Omloppsbana                                              | Kund                                                                       | Uppdrag                          | Landning                |
| 26             | 17 januari 2016, 18:42 | F9 v1.1             | VAFB SLC-4E                         | Jason-3                                                          | 553 kg            | LEO                                                      | NASA, NOAA, CNES                                                           | Lyckad                           | Pråm Misslyckad         |
| 26             | Första uppskjutningen av NASA och NOAA:s gemensamma vetenskapsuppdrag under NLS II uppskjutningskontrakt (som inte är relaterade till NASA CRS eller USAF OSP3 kontrakt). Senaste uppskjutningen av den ursprungliga Falcon 9 v1.1-raket. Jason-3-satelliten användes framgångsrikt för att rikta bana Spacex igen försökte en återhämtning av den första etappen booster genom att landa på en autonom drone fartyg i Stilla havet. Det första steget gjorde en mjuk landning på fartyget, men en lockout på en av landningsbenen misslyckades med att låsa och det föll över och exploderade. |                     |                                     |                                                                  |                   |                                                          |                                                                            |                                  |                         |
| 27             | 4 mars 2016, 23:35 | F9 FT B1020         | CC LC40                             | SES-9                                                            | 5 271 kg          | GTO                                                      | SES                                                                        | Lyckad                           | Pråm Misslyckad         |
| 27             | Andra uppskjutningar av den förbättrade Falcon 9 full thrust-raketen. |                     |                                     |                                                                  |                   |                                                          |                                                                            |                                  |                         |
| 28             | 8 april 2016, 20:43 | F9 FT B1021.1       | CC LC40                             | SpaceX CRS-8                                                     | 3 136 kg          | LEO (ISS)                                                | NASA Commercial Resupply Services                                          | Lyckad                           | Pråm Lyckad             |
| 28             | Drake transporteras över 1500 kg av last och levererade den uppblåsbara Bigelow Expanderaktivitetsmodulen (BEAM) till ISS under två års i omloppsbana test. |                     |                                     |                                                                  |                   |                                                          |                                                                            |                                  |                         |
| 29             | 6 maj 2016, 05:21 | F9 FT B1022         | CC LC40                             | JCSAT-14                                                         | 4 696 kg          | GTO                                                      | SKY Perfect JSAT Group                                                     | Lyckad                           | Pråm Lyckad             |
| 29             | Spacex Falcon 9-raket skickade upp JCSAT 14 kommunikationssatellit för Tokyo-baserade SKY Perfect JSAT Corp. JCSAT 14 ska användas till en rad tjänster som tv-sändningar, mobiltelefoni och datatrafik i Japan, Östasien, Ryssland, Oceanien, Hawaii och andra öar i Stilla havet. Bärraketen landade på en pråm. Det var första gången under ett GTO-uppdrag. |                     |                                     |                                                                  |                   |                                                          |                                                                            |                                  |                         |
| 30             | 27 maj 2016, 21:40 | F9 FT B1023.1       | CC LC40                             | Thaicom 8                                                        | 3 100 kg          | GTO                                                      | Thaicom                                                                    | Lyckad                           | Pråm Lyckad             |
| 30             | Thaicom 8 kommunikationssatellit kommer att ge Ku-band TV- och datatjänster till Thailand, Sydostasien, Indien och Afrika. Spacex Falcon 9-raket lyckades både med att koppla loss sin last och därefter landa korrekt på ett väntande drönarfartyg. Därmed kan raketen återanvändas. |                     |                                     |                                                                  |                   |                                                          |                                                                            |                                  |                         |
| 31             | 15 juni 2016, 14:29 | F9 FT B1024         | CC LC40                             | ABS-2A, Eutelsat 117 West B                                      | 3 600 kg          | GTO                                                      | ABS, Eutelsat                                                              | Lyckad                           | Pråm Misslyckad         |
| 31             | Eutelsat 117 West B kommer förse Latinamerika med tjänster som video, data, myndighets- och mobiltjänster för Paris-baserade Eutelsat. ABS 2A kommer att distribuera direkt till hemmet TV, sjöfarts och mobiltjänster över hela Ryssland, Indien, Mellanöstern, Afrika, Sydostasien och Indiska oceanen för Asien Broadcast Satellite Bermuda och Hongkong. |                     |                                     |                                                                  |                   |                                                          |                                                                            |                                  |                         |
| 32             | 18 juli 2016, 04:45 | F9 FT B1025.1       | CC LC40                             | SpaceX CRS-9                                                     | 2 257 kg          | LEO (ISS)                                                | NASA Commercial Resupply Services                                          | Lyckad                           | Landningsplats Lyckad   |
| 32             | Uppdraget var att leverera last till ISS bland annat en International Docking Adapter (IDA-2); IDA-1 förlorades med CRS-7 och kommer att ersättas av IDA-3 på CRS-12. Första steget lyckades landa på Cape Canaveral Air Force Station. |                     |                                     |                                                                  |                   |                                                          |                                                                            |                                  |                         |
| 33             | 14 augusti 2016, 05:26 | F9 FT B1026         | CC LC40                             | JCSAT-16                                                         | 4 600 kg          | GTO                                                      | SKY Perfect JSAT Group                                                     | Lyckad                           | Pråm Lyckad             |
| 33             | Spacex Falcon 9-raket lyckades både att släppa iväg sin last och därefter landa korrekt på ett väntande drönarfartyg. Därmed kan raketen återanvändas. |                     |                                     |                                                                  |                   |                                                          |                                                                            |                                  |                         |
| N/A            | 1 september 2016, 13:07 | F9 FT B1028         | CC LC40                             | Amos-6                                                           | 5 500 kg          | GTO                                                      | Spacecom                                                                   | Misslyckad (under förberedelser) | Pråm Inget försök       |
| N/A            | Raketen exploderade under förberedelser för uppskjutningen av den Israeliska kommunikationssatelliten Amos 6 för företaget Spacecom Israel. Amos 6 skulle ge kommunikations- och sändningstjänster över ett täckningsområde som sträcker sig från Amerikas kust till Europa, Afrika och Mellanöstern. Amos 6 var planerad att stödja den israeliska regeringens satellitkommunikationsbehov. Orsaken till explosion i samband med uppskjutning av en Falcon9-raket var att en reaktion i farkostens tank för flytande syre ser ut att ha orsakat skador på raketens heliumbehållare - som används för att fördela trycket. Efter att amerikanska rymdstyrelsen godtagit förklaringen fick Spacex tillstånd att genomföra sin uppskjutning. |                     |                                     |                                                                  |                   |                                                          |                                                                            |                                  |                         |
| 2017           | |                     |                                     |                                                                  |                   |                                                          |                                                                            |                                  |                         |
| Flygning №     | Datum och tid (UTC) | Rakettyp            | Startplats                          | Nyttolast                                                        | Nyttolast (massa) | Omloppsbana                                              | Kund                                                                       | Resultat                         | Resultat                |
| Flygning №     | Datum och tid (UTC) | Rakettyp            | Startplats                          | Nyttolast                                                        | Nyttolast (massa) | Omloppsbana                                              | Kund                                                                       | Uppdrag                          | Landning                |
| 34             | 14 januari 2017, 17:54 | F9 FT B1029.1       | VAFB SLC-4E                         | Iridium NEXT flight 1                                            | 9 600 kg          | Polär LEO                                                | Iridium Communications                                                     | Lyckad                           | Pråm Lyckad             |
| 34             | Spacex Falcon 9 skickade upp 10 kommunikationssatelliter i omloppsbana för telekombolaget Iridiums räkning. Spacex Falcon 9-raket lyckades både med att släppa iväg sin last och därefter landa korrekt på ett väntande drönarfartyg. Därmed kan raketen återanvändas. |                     |                                     |                                                                  |                   |                                                          |                                                                            |                                  |                         |
| 35             | 19 februari 2017, 14:38 | F9 FT B1031         | KSC LC39A                           | SpaceX CRS-10                                                    | 2 490 kg          | LEO (ISS)                                                | NASA Commercial Resupply Services                                          | Lyckad                           | Landningsplats Lyckad   |
| 35             | Spacex Falcon 9 skickade upp Drake rymdskepp med låg omloppsbana runt jorden för att leverera viktig last till den internationella rymdstationen för NASA. Drake levererade nyttolaster, inklusive viktigt material för att direkt stödja de 250 vetenskapliga forskningsundersökningar som pågår på ISS. CRS-10 mission blev Spacex första uppskjutning från historiska LC-39A på Kennedy Space Center. Efter separationssteget, lyckades första steget landa på Spacex landning zon 1 (LZ-1) vid Cape Canaveral Air Force Station i Florida. |                     |                                     |                                                                  |                   |                                                          |                                                                            |                                  |                         |
| 36             | 16 mars 2017, 06:35 | F9 FTB1030          | KSC LC39A                           | Echostar 23                                                      | 5 600 kg          | GTO                                                      | Echostar                                                                   | Lyckad                           | Inget försök            |
| 36             | Kommunikationssatellit för Echostar Corp. Echostar 23, kommer ge kommunikations- och sändningstjänster med ett täckningsområde över Brasilien. Denna raket var inte utrustad med landningsben eller styrfenor, eftersom de inte kommer att försöka landa första steget. |                     |                                     |                                                                  |                   |                                                          |                                                                            |                                  |                         |
| 37             | 30 mars 2017, 22:27 | F9 FT♺ B1021.2      | KSC LC39A                           | SES-10                                                           | 5 300 kg          | GTO                                                      | SES                                                                        | Lyckad                           | Pråm Lyckad             |
| 37             | Kommunikationssatellit för SES Luxemburg. SES 10 kommer sända TV och andra teletjänster för Mexiko, Karibien, Centralamerika och Sydamerika. Det kommer även att omfatta Brasilien och stödja offshore olje- och gas. Flygningen återanvände första steget från flygningen CRS-8. |                     |                                     |                                                                  |                   |                                                          |                                                                            |                                  |                         |
| 38             | 1 maj 2017 | F9 FT B1032.1       | KSC LC39A                           | NROL-76                                                          | Klassificerad     | LEO                                                      | National Reconnaissance Office                                             | Lyckad                           | Landningsplats Lyckad   |
| 38             | Första uppskjutningen för Spacex under "National Security Space Missions"-certifiering, som tillåter Spacex att skjuta upp nyttolast som är klassificerade enligt United States National Security. |                     |                                     |                                                                  |                   |                                                          |                                                                            |                                  |                         |
| 39             | 15 maj 2017, 23:20 | F9 FT B1034         | KSC LC39A                           | Inmarsat-5 F4                                                    | 6 070 kg          | GTO                                                      | Inmarsat                                                                   | Lyckad                           | Inget försök            |
| 39             | 6 670kg är den tyngsta nyttolast som skickas upp till GTO med en Falcon 9-raket. Satelliten var ursprungligen planerad skickas upp med en Falcon Heavy, men prestandaförbättringar möjliggjorde uppdraget kunde utföras av en Falcon 9. |                     |                                     |                                                                  |                   |                                                          |                                                                            |                                  |                         |
| 40             | 3 juni 2017, 21:07 | F9 FT B1035.1       | KSC LC39A                           | SpaceX CRS-11                                                    | 5 970 kg          | LEO (ISS)                                                | NASA Commercial Resupply Services                                          | Lyckad                           | Landningsplats Lyckad   |
| 40             | Detta uppdrag kommer att leverera Neutron Star Interior Composition Explorer (NICER) till ISS, tillsammans med MUSES Earth Imaging Platform och ROSA solpanel. För första uppdraget som använder en återanvänd Dragon-kapsel, serienummer C106 som först flög i september 2014 på CRS-4-uppdraget. |                     |                                     |                                                                  |                   |                                                          |                                                                            |                                  |                         |
| 41             | 23 juni 2017, 19:10 | F9 FT♺ B1029.2      | KSC LC39A                           | BulgariaSat-1                                                    | 3 669 kg          | GTO                                                      | Bulsatcom                                                                  | Lyckad                           | Pråm Lyckad             |
| 41             | Satelliten är den första kommersiella bulgariskägda kommunikationssatelliten och kommer att tillhandahålla tv-sändningar och andra kommunikationstjänster över sydöstra Europa. |                     |                                     |                                                                  |                   |                                                          |                                                                            |                                  |                         |
| 42             | 25 juni 2017, 20:25 | F9 FT B1036         | VAFB SLC-4E                         | Iridium NEXT flight 2                                            | 9 600 kg          | LEO                                                      | Iridium Communications                                                     | Lyckad                           | Pråm Lyckad             |
| 42             | Första flygningen med titanstyrfenor för att ge en förbättrad kontroll och hantera värme bättre vid återinträde. |                     |                                     |                                                                  |                   |                                                          |                                                                            |                                  |                         |
| 43             | 5 juli 2017, 23:38 | F9 FT B1037         | KSC LC39A                           | Intelsat 35e                                                     | 6 761 kg          | GTO                                                      | Intelsat                                                                   | Lyckad                           | Inget försök            |
| 43             | GTO, raketen kommer att flyga i sin engångskonfiguration och första steget kommer inte att återanvändas. |                     |                                     |                                                                  |                   |                                                          |                                                                            |                                  |                         |
| 44             | 14 augusti 2017, 16:31 | F9/B4 B1039.1       | KSC LC39A                           | SpaceX CRS-12                                                    | 3 310 kg          | LEO (ISS)                                                | NASA Commercial Resupply Services                                          | Lyckad                           | Landningsplats Lyckad   |
| 44             | Första flygningen av Falcon 9 Block 4 uppgraderingen. |                     |                                     |                                                                  |                   |                                                          |                                                                            |                                  |                         |
| 45             | 24 augusti 2017, 18:50 | F9 FT B1038.1       | VAFB SLC-4E                         | FormoSat-5                                                       | 475 kg            | SSO                                                      | NSPO                                                                       | Lyckad                           | Pråm Lyckad             |
| 45             | Formosat 5 år en jordobservationssatellit från Taiwans nationella rymdorganisation (NSPO). |                     |                                     |                                                                  |                   |                                                          |                                                                            |                                  |                         |
| 46             | 7 september 2017, 10:02 | F9/B4 B1040.1       | KSC LC39A                           | Boeing X-37B OTV-5                                               | 5 000 kg          | LEO                                                      | USA:s flygvapen                                                            | Lyckad                           | Landningsplats Lyckad   |
| 46             | Boeing X-37 är en obemannad återanvändbar experimentrymdfarkost tillhörande USA:s flygvapen som byggs av Boeing. Detta var den femte flygningen av en X-37B men första med en Falcon 9-raket. |                     |                                     |                                                                  |                   |                                                          |                                                                            |                                  |                         |
| 47             | 9 oktober 2017, 12:37 | F9/B4 B1041.1       | VAFB SLC-4E                         | Iridium NEXT flight 3                                            | 9 600 kg          | Polär LEO                                                | Iridium Communications                                                     | Lyckad                           | Pråm Lyckad             |
| 47             | Tredje flygningen av Falcon 9 Block 4 uppgraderingen. |                     |                                     |                                                                  |                   |                                                          |                                                                            |                                  |                         |
| 48             | 11 oktober 2017, 22:53 | F9 FT♺ B1031.2      | KSC LC39A                           | SES-11/ EchoStar 105                                             | 5 200 kg          | GTO                                                      | SES / EchoStar                                                             | Lyckad                           | Pråm Lyckad             |
| 48             | Tredje gången ett förstasteg återanvändas. |                     |                                     |                                                                  |                   |                                                          |                                                                            |                                  |                         |
| 49             | 30 oktober 2017, 19:34 | F9/B4 B1042.1       | KSC LC39A                           | Koreasat 5A                                                      | 3 500 kg          | GTO                                                      | KT Corporation                                                             | Lyckad                           | Pråm Lyckad             |
| 49             | KoreaSat 5A är en Ku-band-satellit som kan tillhandahålla kommunikationstjänster från Östafrika och Centralasien till södra Indien, Sydostasien, Filippinerna, Guam, Korea och Japan. |                     |                                     |                                                                  |                   |                                                          |                                                                            |                                  |                         |
| 50             | 15 december 2017, 15:36 | F9 FT♺ B1035.2      | CC LC40                             | SpaceX CRS-13                                                    | 2 205 kg          | LEO (ISS)                                                | NASA Commercial Resupply Services                                          | Lyckad                           | Landningsplats Lyckad   |
| 50             | Den andra återanvändningen av en Dragon-kapsel, som tidigare flög på CRS-6, samt den fjärde återanvändningen av en booster som tidigare flög på CRS-11. |                     |                                     |                                                                  |                   |                                                          |                                                                            |                                  |                         |
| 51             | 23 december 2017, 01:27 | F9 FT♺ B1036.2      | VAFB SLC-4E                         | Iridium NEXT flight 3                                            | 9 600 kg          | Polär LEO                                                | Iridium Communications                                                     | Lyckad                           | Öppet vatten Lyckad     |
| 51             | Återanvända av första steget från det andra Iridium NEXT-uppdraget. Det återanvända första steget gjord en lyckad havslandning. Uppskjutning skedde under solnedgången, vilket orsakade en skymningseffekt där solljus återspeglade sig från raketen på hög höjd. Detta orsakade "häpnadsväckande utsikt" över södra Kalifornien och omgivande regioner vid Falcon 9 uppskjutning i omloppsbana. |                     |                                     |                                                                  |                   |                                                          |                                                                            |                                  |                         |
| 2018           | |                     |                                     |                                                                  |                   |                                                          |                                                                            |                                  |                         |
| Flygning №     | Datum och tid (UTC) | Rakettyp            | Startplats                          | Nyttolast                                                        | Nyttolast (massa) | Omloppsbana                                              | Kund                                                                       | Resultat                         | Resultat                |
| Flygning №     | Datum och tid (UTC) | Rakettyp            | Startplats                          | Nyttolast                                                        | Nyttolast (massa) | Omloppsbana                                              | Kund                                                                       | Uppdrag                          | Landning                |
| 52             | 8 januari 2018, 01:00 | F9/B4 B1043.1       | CC LC40 (Static Fire på KSC LC-39A) | Zuma(built by Northrop Grumman)                                  | Klassificerad     | LEO                                                      | Northrop Grumman                                                           | Okänd                            | Landningsplats Lyckad   |
| 52             | Ursprungligen planerat till mitten av november 2017, uppskjutningen blev försenad med nästan två månader. Efter en lyckad uppskjutning landade den första steget på LZ-1. Det har rapporterats att nyttolasten var förlorad, satelliten kunde ha misslyckats med att skilja sig från andra steget. Spacex meddelade att deras raket utförde uppdraget enligt plan. Uppgiftens klassificerade om nyttolasten betyder att de inte har bekräftas. |                     |                                     |                                                                  |                   |                                                          |                                                                            |                                  |                         |
| 53             | 31 januari 2018, 21:25 | F9 FT♺ B1032.2      | CC LC40                             | GovSat-1 / SES-16                                                | 4 230 kg          | GTO                                                      | SES                                                                        | Lyckad                           | Öppet vatten Lyckad     |
| 53             | Återanvänt första steg från det klassificerade NROL-76-uppdraget i maj 2017. Efter en lyckat experimentell havslandning som använde tre motorer förblev boostern oväntat intakt. Elon Musk uppgav i en tweet att Spacex kommer att försöka dra upp första steget till stranden. |                     |                                     |                                                                  |                   |                                                          |                                                                            |                                  |                         |
| 54             | 6 februari 2018, 21:45 | B1023.2 sida♺       | KSC LC39A                           | Falcon Heavy Demo last en Tesla Roadster.                        | 1 305 kg          | Heliocentrisk bana Perihelion: 0,98 AU Aphelion: 2,61 AU | Spacex                                                                     | Lyckad                           | Landningsplats Lyckad   |
| 54             | 6 februari 2018, 21:45 | Heavy B1033.1 kärna | KSC LC39A                           | Falcon Heavy Demo last en Tesla Roadster.                        | 1 305 kg          | Heliocentrisk bana Perihelion: 0,98 AU Aphelion: 2,61 AU | Spacex                                                                     | Lyckad                           | Pråm Misslyckad         |
| 54             | 6 februari 2018, 21:45 | B1025.2 sida♺       | KSC LC39A                           | Falcon Heavy Demo last en Tesla Roadster.                        | 1 305 kg          | Heliocentrisk bana Perihelion: 0,98 AU Aphelion: 2,61 AU | Spacex                                                                     | Lyckad                           | Landningsplats Lyckad   |
| 54             | Jungfruresa för Falcon Heavy. Uppskjutningen var planerad till 20:45 men blev uppskjuten till 21:45 på grund av olämpligt väder. |                     |                                     |                                                                  |                   |                                                          |                                                                            |                                  |                         |
| 55             | 22 februari 2018, 14:17 | F9 FT♺ B1038.2      | VAFB SLC-4E                         | Paz Microsat 2a, 2b                                              | 1 350 kg          | SSO                                                      | Hisdesat exactEarth Spacex                                                 | Lyckad                           | Inget försök            |
| 55             | Paz väger 1 200 kg och dess totala massa med sekundär nyttolast är 1 350 kg. Dessutom kommer raketen att bära två Spacex-testsatelliter (400 kg vardera) för sitt kommande kommunikationsnät i LEO. Denna uppskjutning vara den sista flygningen med ett första steg i Block 3, återanvända förstasteg B1038 från Formosat-5-uppdraget. Detta första steget flög utan landningsben och landade i havet. Detta var den första uppskjutningen med Fairing v2. Det gjordes även försök att med båten Mr. Steven fånga en av de två Fairing. |                     |                                     |                                                                  |                   |                                                          |                                                                            |                                  |                         |
| 56             | 6 mars 2018, 05:33 | F9/B4 B1044.1       | LC40                                | Hispasat 30W-6 PODSat                                            | 6 092 kg          | GTO                                                      | Hispasat NovaWurks                                                         | Lyckad                           | Inget försök            |
| 56             | Eftersom satelliten väger 6 092 kg, kommer Falcon 9 flyga i sin engångskonfiguration och första steget kommer inte att återanvändas. Det var den 50:e flygningen av Falcon 9. |                     |                                     |                                                                  |                   |                                                          |                                                                            |                                  |                         |
| 57             | 30 mars 2018, 14:14 | F9/B4♺ B1041.2      | VAFB SLC-4E                         | Iridium NEXT flight 5                                            | 9 600 kg          | Polär LEO                                                | Iridium Communications                                                     | Lyckad                           | Inget försök            |
| 57             | Femte Iridium NEXT-uppdraget använde den renoverade första steg från tredje Iridium-flygningen. Precis som med de senaste återanvända förstasteget, använde Spacex den kontrollerade nedstigningen av det första steget för att testa mer möjligheter till återställning av förstasteget. Spacex planerade ett andra återhämtnings försök med hälften av koppan med hjälp av den speciellt modifierade båten Mr. Steven, men parafoilen vred som ledde till halvfoten för att missa båten. |                     |                                     |                                                                  |                   |                                                          |                                                                            |                                  |                         |
| 58             | 2 april 2018, 20:30 | F9/B4♺ B1039.2      | LC40                                | SpaceX CRS-14                                                    | 2 647 kg          | LEO (ISS)                                                | NASA Commercial Resupply Services                                          | Lyckad                           | Inget försök            |
| 58             | Återanvänt första steg från (från CRS-12) för 11:e gången och en kapsel (C110 från CRS-8) för tredje gången. Extern nyttolast omfattar MISSE-FF materialforskningsplattform, fas3 i RRM rymdbränsleexperiment, TSIS heliofysikssensor och RemoveDebris rymdfarkoster som syftar till borttagning av rymdskräp. Total nyttolastmassa är 2 647 kilogram. |                     |                                     |                                                                  |                   |                                                          |                                                                            |                                  |                         |
| 59             | 18 april 2018, 22:51 | F9/B4 B1045.1       | LC40                                | Transiting Exoplanet Survey Satellite (TESS)                     | 362 kg            | HEO                                                      | NASA Launch Services Program                                               | Lyckad                           | Lyckad                  |
| 59             | Första NASA-högprioriterade vetenskapsuppdrag som skickas upp av Spacex. En del av Explorers-programmet, TESS är rymdteleskop som är avsett för bredfältsökning av exoplanet som övergår närliggande stjärnor. Det var första gången Spacex skjuter upp en vetenskaplig satellit som inte främst var avsedd för jordobservationer. Det andra steget placerade rymdfarkosten i en hög elliptisk jordbana, varefter satellitens egen booster är planerad att utföra komplexa manövrar, inklusive en månflyby, så att den under en period av två månader kommer att nå en stabil 2: 1 resonansbit med månen. I januari 2018 mottog Spacex NASA:s certifieringsprogram för lanseringsprogram för programkategori 2 av sin Falcon 9 "Full Thrust", certifiering som krävs för att starta "mediumrisk"-uppdrag som TESS.                                 |                     |                                     |                                                                  |                   |                                                          |                                                                            |                                  |                         |
| 60             | 11 maj 2018, 20:14 | F9/B5 B1046.1       | KSC LC39A                           | Bangabandhu-1                                                    | 3 500 kg          | GTO                                                      | Thales-Alenia/ BTRC                                                        | Lyckad                           | Lyckad                  |
| 60             | Första flygningen Falcon Block 5. Den version är optimerad för återanvändning. Första fullstor Bangladeshiska satelliten. Den satellit som byggs av Thales-Alenia. |                     |                                     |                                                                  |                   |                                                          |                                                                            |                                  |                         |
| 61             | 22 mars 2018, 19:47 | F9/B4♺ B1043.2      | VAFB SLC-4E                         | Iridium NEXT flight 6 / GRACE-FO 1, 2                            | 9 600 kg          | Polär LEO                                                | Iridium Communications DLR / NASA                                          | Lyckad                           | Inget försök            |
| 61             | GFZ arrangerade en rideshare av GRACE-FO på en Falcon 9 med Iridium efter avbokningen av deras Dnepr-uppskjutningskontrakt 2015. Iridium vd Matt Desch avslöjade i september 2017 att GRACE-FO skulle skickas upp på deras sjätte Iridium NEXT-uppdraget. Den hittills snabbaste boosteråtervinningen endast 4,5 månader mellan flygningar. |                     |                                     |                                                                  |                   |                                                          |                                                                            |                                  |                         |
| 62             | 4 juni 2018, 04:29 | F9/B4♺ B1040.2      | KSC LC39A                           | SES-12                                                           | 5 384 kg          | GTO                                                      | SES                                                                        | Lyckad                           | Inget försök            |
| 62             | SES-12-kommunikationssatelliten kommer att tjäna Mellanöstern och Asien-Stillahavsområdet på samma plats som SES-8. Vid 5 384 kg, är den den största satelliten som är byggd för SES. |                     |                                     |                                                                  |                   |                                                          |                                                                            |                                  |                         |
| 63             | 29 juni 2018, 09:42 | F9/B4♺ B1045.2      | KSC LC39A                           | SpaceX CRS-15                                                    | 2 697 kg          | LEO                                                      | NASA Obemannad lastuppdrag                                                 | Lyckad                           | Inget försök            |
| 63             | Lastlasten inkluderade MISSE-FF 2, ECOSTRESS och en Latching End Effector. Återställningen booster raketen gjordes på en rekord tid endast 2,5 månaders från den ursprungliga uppskjutningen av TESS-satelliten. Den tidigare snabbaste var på 4,5 månader. Detta var den sista kommersiella flygningen av en Block 4 booster. |                     |                                     |                                                                  |                   |                                                          |                                                                            |                                  |                         |
| 64             | 22 juli 2018, 05:50 | F9/B5 B1047.1       | LC40                                | TelStar 19V                                                      | 7 075kg           | GTO                                                      | Telesat                                                                    | Lyckad                           | Pråm Lyckad             |
| 64             | SSL-tillverkad kommunikationssatellit placeras vid 63 ° West över Amerika. 7 075 kg blir den den tyngsta kommersiella kommunikationssatelliten som någonsin skickas upp. |                     |                                     |                                                                  |                   |                                                          |                                                                            |                                  |                         |
| 65             | 25 juli 2018, 11:39:26 | F9/B5 B1048.1       | VAFB SLC-4E                         | Iridium NEXT flight 7                                            | 9 600 kg          | Polär LEO                                                | Iridium Communications                                                     | Lyckad                           | Pråm Lyckad             |
| 65             | Sjunde Iridium NEXT uppskjutningen, med 10 kommunikationssatelliter. Booster landade säkert trots att droneship upplevde stora vågor. Mr Steven båt med ett uppgraderat 4x stort nät användes utan lyckas fånga hälften av koppan. |                     |                                     |                                                                  |                   |                                                          |                                                                            |                                  |                         |
| 66             | 7 augusti 2018, 05:18 | F9/B5 B1046.2       | LC40                                | Merah Putih (tidigare Telkom 4)                                  | 5 800 kg          | GTO                                                      | Telkom indonesia                                                           | Lyckad                           | Pråm Lyckad             |
| 66             | Första återanvändningen av en Block 5-version booster. |                     |                                     |                                                                  |                   |                                                          |                                                                            |                                  |                         |
| 67             | 10 september 2018, | F9/B5 B1049.1       | LC40                                | TelStar 18V / Apstar-5C                                          | 7 060 kg          | GTO                                                      | Telesat                                                                    | Lyckad                           | Pråm Lyckad             |
| 67             | Levereras till en GTO-bana med apogee nära 18 000 km. |                     |                                     |                                                                  |                   |                                                          |                                                                            |                                  |                         |
| 68             | 8 oktober 2018, 02:22 | F9/B5 B1048.2       | VAFB SLC-4E                         | SAOCOM 1A                                                        | 3 000 kg          | SSO                                                      | CONAE                                                                      | Lyckad                           | Landningsplats Lyckad   |
| 68             | Argentinsk jordobservationssatellit ursprungligen avsett att lanseras under 2012. Första gången som en landningsplats på västkustens kommer att användas för att landa ett första stegsbooster. |                     |                                     |                                                                  |                   |                                                          |                                                                            |                                  |                         |
| 69             | 15 november 2018, 20:46 | F9/B5 B1047.2       | KSC LC39A                           | Es’hail 2                                                        | 5 300 kg          | GTO                                                      | Es’hailSat                                                                 | Lyckad                           | Pråm Lyckad             |
| 69             | Qatari comsat som kommer att placeras vid 26 ° E. |                     |                                     |                                                                  |                   |                                                          |                                                                            |                                  |                         |
| 70             | 3 december 2018, 18:34 | F9/B5 B1046.3       | VAFB SLC-4E                         | Spaceflight SSO-A (SmallSat Express)                             | ~4 000 kg         | SSO                                                      | , EU, Brasilien                                                            | Lyckad                           | Pråm Lyckad             |
| 70             | Rideshare uppdrag med SHERPA dispenser kommer att bära mer än 64 små satelliter, inklusive Eu: CROPIS för den tyska DLR, ITASAT-1 för det brasilianska institutet Tecnológico de Aeronáutica och två högupplösta SkySat-bildsatelliter för Planet Labs. Finlands skickar upp sina första två satellit Iceye X2 och Suomi 100 med SpaceX. |                     |                                     |                                                                  |                   |                                                          |                                                                            |                                  |                         |
| 71             | 5 december 2018, 18:16 | F9/B5 B1050.1       | LC40                                | SpaceX CRS-16                                                    | 3 000 kg          | LEO                                                      | NASA Obemannat lastuppdrag                                                 | Lyckad                           | Öppet vatten Misslyckad |
| 71             | Detta uppdrag kommer att leverera Global Ecosystem Dynamics Investigation lidar (GEDI) som en extern nyttolast. |                     |                                     |                                                                  |                   |                                                          |                                                                            |                                  |                         |
| 72             | 23 december 2018, 13:51 | F9/B5 B1054.1       | LC40                                | GPS III A-2                                                      | 4 400 kg          | MEO                                                      | USAF                                                                       | Lyckad                           | Inget försök            |
| 72             | SpaceX första uppskjutningav en EELV-klass nyttolast. |                     |                                     |                                                                  |                   |                                                          |                                                                            |                                  |                         |
| 2019           | |                     |                                     |                                                                  |                   |                                                          |                                                                            |                                  |                         |
| Flygning №     | Datum och tid (UTC) | Rakettyp            | Startplats                          | Nyttolast                                                        | Nyttolast (massa) | Omloppsbana                                              | Kund                                                                       | Resultat                         | Resultat                |
| Flygning №     | Datum och tid (UTC) | Rakettyp            | Startplats                          | Nyttolast                                                        | Nyttolast (massa) | Omloppsbana                                              | Kund                                                                       | Uppdrag                          | Landning                |
| 73             | 11 januari 2019, 15:31 | F9/B5♺ B1049.2      | VAFB SLC-4E                         | Iridium NEXT flight 8                                            | 9 600 kg          | LEO                                                      | Iridium Communications                                                     | Lyckad                           | Pråm Lyckad             |
| 73             | Slutligt uppdrag av Iridium NEXT-kontraktet, uppskjutning av 10 satelliter. |                     |                                     |                                                                  |                   |                                                          |                                                                            |                                  |                         |
| 74             | 22 februari 2018, 01:45 | F9/B5♺ B1048.3      | LC40                                | Nusantara Satu(PSN-6) / Beresheet (Månlandare)/ S5               | 4 850 kg          | GTO                                                      | SSL/PSN, SpaceIL / IAI, Spaceflight Industries                             | Lyckad                           | Pråm Lyckad             |
| 74             | Beresheet Moon Lander (ursprungligen kallad Sparrow) var en av kandidaterna till Google Lunar X-priset, vars utvecklare SpaceIL |                     |                                     |                                                                  |                   |                                                          |                                                                            |                                  |                         |
| 75             | 2 mars 2019, 07:49 | F9/B5 B1051.1       | KSC LC39A                           | SpX-DM1                                                          | >12,055 kg        | LEO                                                      | NASA Kommersiell besättning                                                | Lyckad                           | Pråm Lyckad             |
| 75             | Obemannad testflygning till ISS med Dragon V2-kapsel. Det var den första gången Dragon docka med ISS. Rymdresan är en testtur och ombord på Dragon finns endast dockan Ripley iklädd en rymddräkt. |                     |                                     |                                                                  |                   |                                                          |                                                                            |                                  |                         |
| 76             | 11 april 2019, 09:55 | B1052.1 sida        | KSC LC39A                           | ArabSat 6A                                                       | 6 000 kg          | GTO                                                      | ArabSat                                                                    | Lyckad                           | Landningsplats Lyckad   |
| 76             | 11 april 2019, 09:55 | Heavy B1055.1 kärna | KSC LC39A                           | ArabSat 6A                                                       | 6 000 kg          | GTO                                                      | ArabSat                                                                    | Lyckad                           | Pråm Lyckad             |
| 76             | 11 april 2019, 09:55 | B1053.1 sida        | KSC LC39A                           | ArabSat 6A                                                       | 6 000 kg          | GTO                                                      | ArabSat                                                                    | Lyckad                           | Landningsplats Lyckad   |
| 76             | Andra flygningen av Falcon Heavy, den första med Block 5 bärraketer. Arabsat-6A, en 6 000 kg saudisk satellit, är den mest avancerade kommersiella kommunikationssatelliten som någonsin byggts av Lockheed Martin. |                     |                                     |                                                                  |                   |                                                          |                                                                            |                                  |                         |
| 77             | 4 maj 2018, 06:48 | F9/B5 B1056.1       | LC40                                | SpaceX CRS-17                                                    | 2 495 kg          | LEO                                                      | NASA Obemannat lastuppdrag                                                 | Lyckad                           | Pråm Lyckad             |
| 77             | Ett kommersiellt lastuppdrag till den internationella rymdstationen som transporterar över 2 ton gods inklusive Orbiting Carbon Observatory-3 som en extern nyttolast. Ursprungligen planerat att landa vid landningszon 1 flyttades landningen till en pråm efter att en Dragon 2 hade en anomali under testningen vid LZ-1. |                     |                                     |                                                                  |                   |                                                          |                                                                            |                                  |                         |
| 78             | 24 may 2018, 02:30 | F9/B5♺ B1049.3      | LC40                                | Starlink (satellitkonstellation)                                 | 18 500 kg         | LEO                                                      | Spacex                                                                     | Lyckad                           | Pråm Lyckad             |
| 78             | Första uppskjutningen av operationssatelliter för Spacexs Starlink-konstellation. Falcon 9 placeras 60st ut satelliter på ungefär 500 kilometers höjd, varifrån de erbjuda tillgång till internet. För att Starlink ska komma i gång krävs dock minst 800 satelliter, och därmed ytterligare över tio raketuppskjutningar. |                     |                                     |                                                                  |                   |                                                          |                                                                            |                                  |                         |
| 79             | 12 juni 2019, 14:17 | F9/B5♺ B1051.2      | VAFB SLC-4E                         | RADARSAT Constellation                                           | 4 290 kg          | SSO                                                      | Canadian Space Agency                                                      | Lyckad                           | Landningsplats Lyckad   |
| 79             | På grund av misslyckad landning med först steget B1050 byttes detta uppskjutningen till B1051 (används på SpX-DM1) och fördröjas för att möjliggöra ombyggnad och transport till västkusten. |                     |                                     |                                                                  |                   |                                                          |                                                                            |                                  |                         |
| 80             | 25 juni 2019, 06:30 | B1052.2 sida♺       | KSC LC39A                           | DSX, FormoSat-7 A/B/C/D/E/F, LightSail 2                         | 3 700 kg          | LEO / MEO                                                | U.S. Air Force                                                             | Lyckad                           | Landningsplats Lyckad   |
| 80             | 25 juni 2019, 06:30 | Heavy B1057.1 kärna | KSC LC39A                           | DSX, FormoSat-7 A/B/C/D/E/F, LightSail 2                         | 3 700 kg          | LEO / MEO                                                | U.S. Air Force                                                             | Lyckad                           | Pråm Misslyckad         |
| 80             | 25 juni 2019, 06:30 | B1053.2 sida♺       | KSC LC39A                           | DSX, FormoSat-7 A/B/C/D/E/F, LightSail 2                         | 3 700 kg          | LEO / MEO                                                | U.S. Air Force                                                             | Lyckad                           | Landningsplats Lyckad   |
| 80             | |                     |                                     |                                                                  |                   |                                                          |                                                                            |                                  |                         |
| 81             | 25 juli 2019, 22:01 | F9/B5♺ B1056.2      | LC40                                | SpaceX CRS-18                                                    | 2 268 kg          | LEO                                                      | NASA Obemannad lastuppdrag                                                 | Lyckad                           | Landningsplats Lyckad   |
| 81             | Uppdraget hade nästan 9000 individuella unika nyttolaster inklusive över 1 ton vetenskapliga experiment, de mest någonsin som skickas upp med en Spacex Dragon. Den tredje internationella dockningsadaptern (IDA-3), en ersättning för den första IDA som förlorades under uppskjutningen av CRS-7, var en av de externa nyttolasterna på detta uppdrag. |                     |                                     |                                                                  |                   |                                                          |                                                                            |                                  |                         |
| 82             | 6 augusti 2019 | F9/B5♺ B1047.3      | LC40                                | AMOS-17                                                          | 6 500 kg          | GTO                                                      | Spacecom                                                                   | Lyckad                           | Inget försök            |
| 82             | Efter förlusten av AMOS-6 i september 2016 beviljades Spacecom en gratis uppskjutning som kompensation för den förlorade satelliten. På grund av den kostnadsfria uppskjutning kunde Spacecom spendera booster utan extra kostnad som medföljer att man expanderar en booster, och därmed kunde nå en slutlig bana snabbare. Denna booster blev alltså den andra Block 5-booster som expanderas. För andra gången lyckades Ms Tree fånga en noskonen halva direkt i sitt nät. |                     |                                     |                                                                  |                   |                                                          |                                                                            |                                  |                         |
| 83             | 11 november 2019, 14:56 | F9/B5♺ B1048.4      | LC40                                | Starlink v 1.0(satellitkonstellation)                            | 15 600 kg         | LEO                                                      | Spacex                                                                     | Lyckad                           | Pråm Lyckad             |
| 83             | Andra uppskjutninen av operationssatelliter för Spacexs Starlink-konstellation. Detta var första gången som en Falcon 9-booster gör en fjärde flygning |                     |                                     |                                                                  |                   |                                                          |                                                                            |                                  |                         |
| 84             | 5 december 2019, 17:29 | F9/B5 B1059.1       | LC40                                | SpaceX CRS-19                                                    | 2 217 kg          | LEO                                                      | NASA Obemannad lastuppdrag                                                 | Lyckad                           | Pråm Lyckad             |
| 84             | Den andra återanvändningen av en Dragon-kapsel för tredje gången. Denna flygning transporterade Robotic Tool Stowage (RiTS), en dockningsstation som gör att utrustning som letar efter läckor på rymdstationen kan lagras på utsidan. Ombord var också uppgraderingar för Cold Atom Laboratory (CAL). Experiment ombord inkluderar att testa spridningen av eld i rymden, para korn i mikrogravitet och experiment för att testa muskel- och benväxt i mikrogravitet. Sekundära nyttolaster inkluderar Hyperspectral Imager Suite (HISUI), ett experiment för att avbilda hög upplösning över alla färger i ljusspektrumet, vilket möjliggör avbildning av mark, stenar, vegetation, snö, is och konstgjorda föremål. Dessutom fanns det tre CubeSats från NASA:s ELaNa 28-uppdrag, inklusive AztechSat-1-satelliten byggd av studenter i Mexiko. |                     |                                     |                                                                  |                   |                                                          |                                                                            |                                  |                         |
| 85             | 17 december 2019, 00:10 | F9/B5♺ B1056.3      | LC40                                | JCSat-18 / Kacific 1                                             | 6 956 kg          | GTO                                                      | , JSAT Kacific                                                             | Lyckad                           | Pråm Lyckad             |
| 85             | Singaporian-japanska CondoSat som kommer att täcka Asien-Stillahavsområdet. På grund av nyttolastens tunga vikt skickades den i en undersynkron bana med lägre energi på 20 000 km; satelliten själv överförs till full GTO. Detta var den tredje Falcon 9-uppskjutning för JSAT och de två föregående var 2016. Spacex landade framgångsrikt B1056.3 men båda noskonen halvorna missade återhämtningsbåtarna Ms Tree och Ms Chief. |                     |                                     |                                                                  |                   |                                                          |                                                                            |                                  |                         |
|                | |                     |                                     |                                                                  |                   |                                                          |                                                                            |                                  |                         |